# Почётные граждане Гомеля
Почётный гражданин города Гомеля (бел. Ганаро́вы грамадзяні́н го́рада Го́меля) — звание за выдающийся вклад в развитие и процветание города Гомеля, повышение роли и авторитета на международной арене. Название было учреждено городским Советом в 1967 году.

## Список
Звание почётного гражданина города Гомеля получили:
- Аристарх (Станкевич Андрей Евдокимович) (Архиепископ Гомельский и Жлобинский) — церковный деятель (титул присвоен в 2011 г.).
- Ващенко Гавриил Харитонович — белорусский художник (звание присвоено в 2013 году).
- Ветошкин Виктор Дмитриевич — ветеран Великой Отечественной войны (звание присвоено в 2002 году).
- Гейштор Леонид Григорьевич — белорусский канонист (звание присвоено в 1992 г.)
- Горбатов Александр Васильевич — генерал армии, Герой Советского Союза (звание присвоено в 1968 году)[2].
- Долгов Вячеслав Карпович — белорусский скульптор (звание присвоено в 2022 году)
- Демченко Петр Трофимович — Герой Социалистического Труда (звание присвоено в 1984 году).
- Денисенко Григорий Кириллович — Герой Советского Союза (звание присвоено в 1988 году).
- Котёнок Иван Прокофьевич — бывший директор РУП "Гомсельмаш" (звание присвоено в 1999 г.)
- Ковалёв Пётр Куприянович — Герой Социалистического Труда (звание присвоено в 1988 году).
- Коржуев Андрей Яковлевич — почетный строитель БССР (звание присвоено в 1968 г.).
- Костюченко Алексей Алексеевич — советский государственный и партийный деятель (звание присвоено в 2003 году).
- Косых Михаил Макарович — генерал-лейтенант авиации, участник боев за освобождение города Гомеля (звание присвоено в 1984 году).
- Купцов Сергей Павлович — ветеран Великой Отечественной войны (звание присвоено в 1997 году).
- Лебедев Николай Афанасьевич — зам. директор средней школы № 44 г. Гомеля (звание присвоено в 1988 г.)
- Ляточевский Евгений Данилович — советский государственный деятель (звание присвоено в 2003 году).
- Макаров Игорь Викторович — белорусский дзюдоист, олимпийский чемпион (титул присвоен в 2004 году).
- Малофеев Анатолий Александрович — советский и белорусский политик, государственный деятель (звание присвоено в 2003 году).
- Милевский Альбин Иванович — заслуженный учитель БССР (звание присвоено в 1967 г.).
- Нарбутович Викентий Романович — дважды Герой Советского Союза (звание присвоено в 1967 г.).
- Осипкова Софья Васильевна — ветеран Великой Отечественной войны (звание присвоено в 2003 году).
- Оськин Виктор Семёнович — командир бомбардировщика ТУ-22, Герой Российской Федерации (звание присвоено в 1992 году).
- Паскевич Фёдор Иванович — русский генерал-лейтенант, первый почетный гражданин (1888).
- Пенязьков Дмитрий Никандрович — участник боев за освобождение города Гомеля (звание присвоено в 2002 году).
- Рокоссовский Константин Константинович — Маршал Советского Союза (звание присвоено в 1967 г.).
- Руденко Сергей Игнатьевич — Маршал авиации, Герой Советского Союза (звание присвоено в 1968 году).
- Рыбальченко Александр Алексеевич — Заслуженный деятель искусств БССР (звание присвоено в 1988 году).
- Рыкалин Владимир Алексеевич — художник (звание присвоено в 1992 году).
- Сидорский Сергей Сергеевич — белорусский государственный деятель (звание присвоено в 2012 году).
- Сенько Вениамин Иванович — бывший ректор Белорусского государственного университета транспорта (звание присвоено в 2012 году).
- Телегин Константин Фёдорович — генерал-лейтенант (звание присвоено в 1973 г.).
- Федюнинский Иван Иванович — генерал армии, участник боев за освобождение города Гомеля (звание присвоено в 1973 году).
- Шабуневский Станислав Данилович — архитектор, автор значительной части застройки Гомеля начала XX века (звание присвоено в 2018 г.).
- Шеметков Леонид Александрович (1937-2013) — белорусский математик, доктор физико-математических наук (1970), профессор (1973) (звание присвоено в 2002 году).
- Ярмоленко Анатолий Иванович — советский и белорусский певец, Народный артист Республики Беларусь (звание присвоено в 2023 году)[3][4].